# Idegszövet

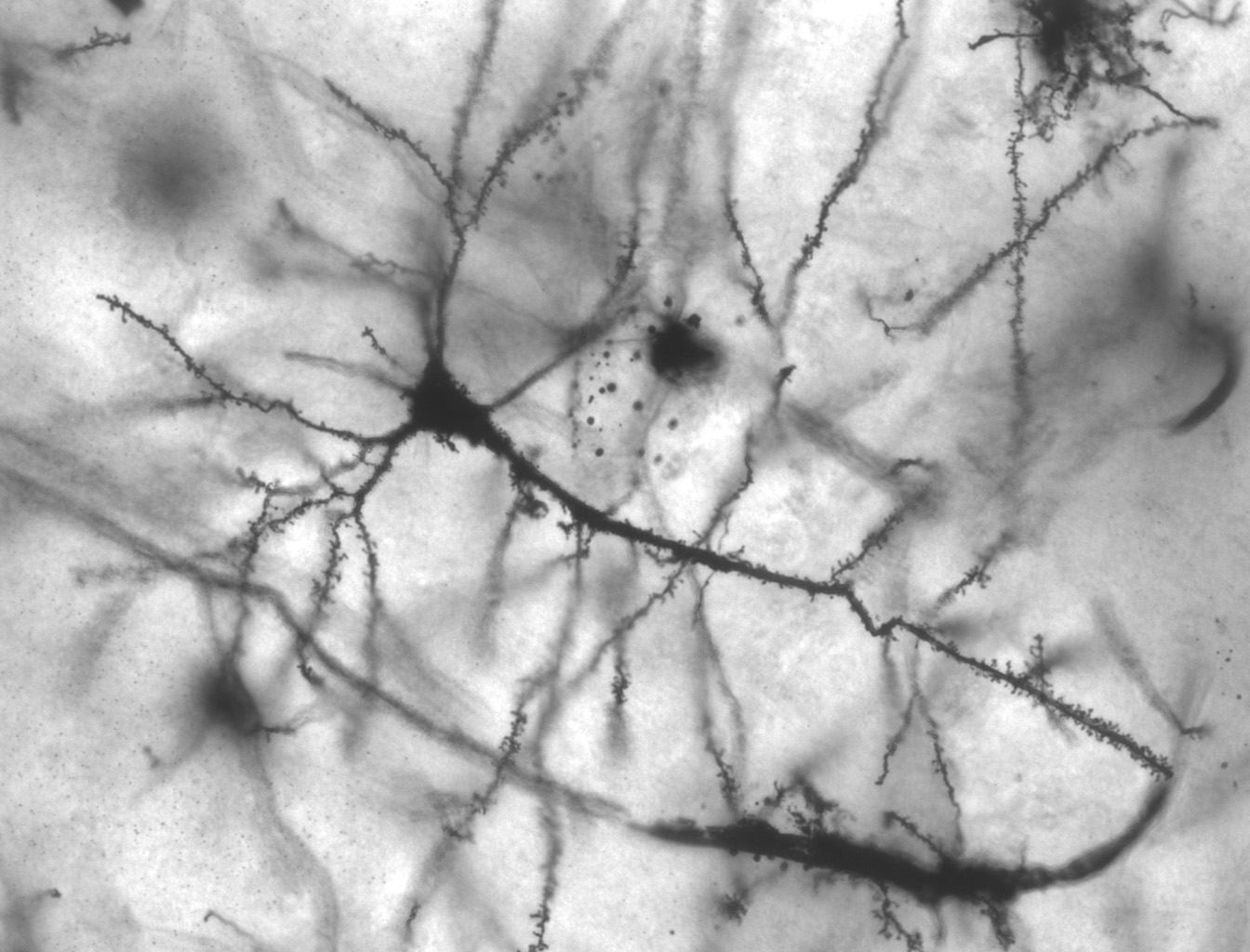
Mikroszkópikus kép az idegsejtről, az idegszövet elemi, funkcionális egysége a neuron, ami önmagában is működőképes

Az idegszövet az öt állati, illetve emberi alapvető szövet egyike, melynek szerepe az ingerlékenység és az ingerületvezetés. Kétféle sejt alkotja: az idegsejt és a támasztósejt vagy gliasejt. Az excitabilitás és az ingerületvezetés képessége kisebb mértékben minden sejtnél megvan (még a növényi sejteknél is), de az állatoknál kialakult idegszövetben ez különlegesen fejlett. A két sejtféleség működése összehangolt és egymásra utalt: az idegsejtekre rácsavarodott gliasejteknek nem csak tápláló szerepük van, hanem az ingerületvezetés sebességének a növelését is elősegítik. 
Egy idegsejt számos más idegsejttel áll kapcsolatban egy bonyolult hálózatot alkotva. E hálózat segítségével képes az idegszövet a rengeteg információ feldolgozására, melyet a környezetétől és a test belsejéből kap.

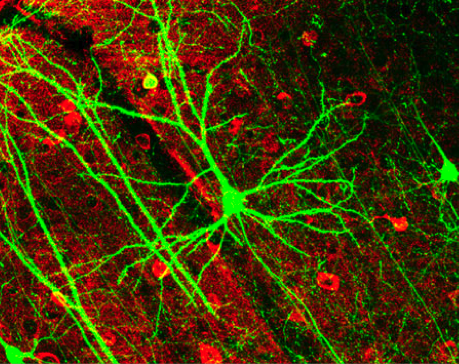
Zölden fluoreszkáló festékkel (immunhisztokémiai módszerrel) feltüntetett pyramidális sejt

## Az idegszövet feladatai
A neuronrendszer elemi működése, az ingerület keletkezése és vezetése, valamint más sejtekre való továbbadása. Az idegrendszer biztosítja a szervezet összehangolt működését, képes a környezetből érkező hatások feldolgozására és a válaszreakció megszervezésére is. A válaszreakciót kiváltó környezeti hatás az inger, amely lehet: mechanikai, fény, hő, elektromos vagy kémiai. Az ingerre az érintett sejtek anyagcseréjük megváltozásával válaszolnak. Az ingerre adott válaszreakció az ingerület.
Az idegrendszer felelős továbbá az ún. „tudati működésért” is, vagyis az érzelmekért, a nyelvhasználatért, a gondolkodásért, memóriáért, magáért az öntudatért stb.

## Az idegszövet felépítése
Kétféle sejt és sejt közötti állomány alkotja: 
-idegsejt (neuron): az idegrendszert érő ingerek felvétele, feldolgozása, továbbítása
-támasztósejt (gliasejt):körülveszik az idegsejt axonját, táplálják és támasztják az idegsejteket, segítik az ingerület terjedését. 

## Idegsejtek
Az idegsejteknek működésük szerint három típusa van:
- Az érző neuronok az ingerület felvételét és továbbítását végzik.
- Az interneuronok feladata az ingerület továbbadása valamint más neuronok közötti kapcsolat fenntartása.
- A mozgató neuronok pedig az ingerületre adott válaszreakciót valósítják meg.

Az idegszövet fogja fel az ingert, képzi, és gyorsan továbbítja az ingerületet. Az idegrendszer legkisebb egysége az idegsejt (neuron). Az idegsejtet a sejthártya határolja beljebb haladva találjuk a sejtplazmát, amelyben nagyon sok endoplazmatikus (plazmán belüli) membrán és riboszóma található, ezek jelenléte proteinszintézisre (fehérjetermelődésre) utal. A riboszómák ribonukleoproteid részecskék, melyeknek felületén játszódik le a proteinszintézis. A plazmában szintetizálódnak a neuronok felépítéséhez szükséges fehérjék valamint az anyagcsere-folyamatokhoz szükséges enzimek. Ezek az enzimproteinek azoknak a kémiai hírvivő (messenger) neurotranszmitter anyagoknak a szintetizálódását segítik elő, amelyek a neuronok közötti információátadásában játszanak szerepet.
A neuronok fő tömegét a sejttest képzi. A plazmából hosszabb-rövidebb nyúlványok indulnak ki. A rövidebb nyúlványok (dendritek) más sejtektől veszik át az ingerületet és továbbítják a sejttest felé. Az axon (a hosszabb nyúlvány), amelyből neurononként csak egy van, az ingerületet a sejttest felől az axonvég felé vezeti. Amíg a neuron sejttestét és dendritjeit csak a plazmán kívüli (ektoplazmatikus) membrán határolja, addig az ugyancsak ektoplazmatikus membránnal borított axon körül az idegszövet támasztósejtjei velős-hüvelyt alakítanak ki. A velőshüvellyel körülvett axonok együttese a velőhüvelyes idegrost.

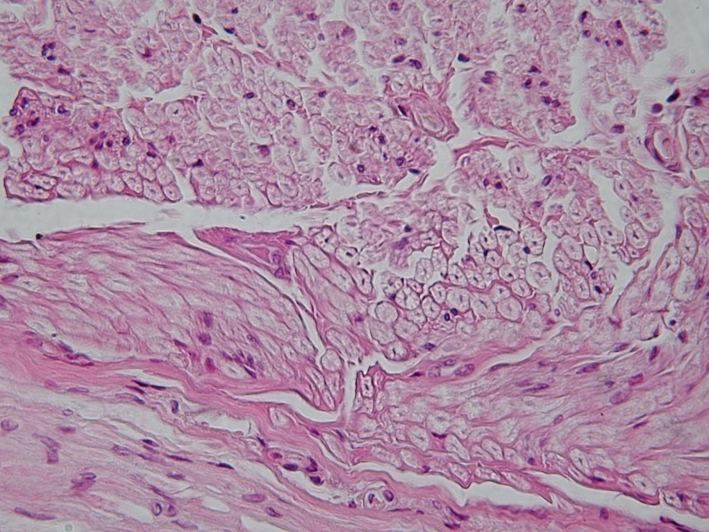
Velőhüvelyes idegrostok keresztmetszetének (a felvétel felső részén) szövettani képe (H&E festés).

Az idegrost kialakulása során az axon a támasztósejt sejthártyáját maga előtt tolva beágyazódik a támasztósejtbe. A perifériás idegek esetén a Swann-sejtekbe, a központi idegrendszerben az oligodendrociták nyúlványaiba. A támasztósejt sejthártyájának betüremkedése felcsavarodik az axonra. Ezt a betüremkedést az egymás mellé került két sejthártya ektoplazmatikus membránrétegei alkotják. Az így felcsavarodó velőshüvely tehát egymásra rétegződő ektoplazmatikus membránréteggel veszi körül az axont. Az axon az idegszövet sejtközötti állományával velőshüvely nélküli csupasz részén keresztül (a Ranvier-féle befűződések helyén) érintkezik.

## Idegsejtek összekapcsolódása, az ingerület terjedése
A szinapszisok (synapsis) a sejtek közötti azon kapcsolódási helyek, amelyeken keresztül az ingerület egyik sejtről a másikra terjed át. Szinapszist általában az egyik neuron axonja hoz létre a másik neuron dendritjével vagy sejttestjével. A két különböző neuronhoz tartozó ektoplazmatikus membrán közötti távolság a szinaptikus rés. Az ingerület vezetésekor a depolarizáció átterjed az ingerület keletkezési helyével szomszédos ektoplazmatikus membrán területekre. Az ezeken a területeken kiváltott impulzusok hullámszerűen tovább terjednek a dendritekről a sejttesten át az axonvég felé. Az ingerület elektromos impulzusként csak a neuronon vezetődik akadálytalanul, két egyéb típusú (nem neuron) sejt között a szinapszis adja át az ingerületet a szinaptikus résen keresztül, ahol egyik sejtről a másikra neurotanszmitter (például az acetilkolin vagy a norepinephrin, és még több egyéb anyag) szállítja az ingerületet. Ez az anyag az axonvég szinaptikus hólyagjaiban tárolódik. Ezek a hólyagok az említett elektromos impulzus hatására az axonvég külső membránján keresztül a szinaptikus résbe ürítik az említett anyagot.

## Gliasejtek
Az idegsejteket speciális gliasejtek veszik körül. Régebben úgy gondolták, hogy ezeknek a sejteknek csak támasztó szerepük van, de kiderült, hogy más feladatokat is ellátnak: az idegsejtek táplálása, az ingerület továbbításának elősegítése. A neuronok számát kilencszeresen felülmúlják, ezek képzik az agy tömegének felét. A jeltovábbító funkciók érdekében elengedhetetlen az agyból az anyagcseretermékek és az elhalt neuronok összegyűjtése és eltávolítása, ezt végzik a gliasejtek.